# Livre de Gibraltar
Pour les articles homonymes, voir Livre et GIP.
La livre de Gibraltar (code de devise ISO 4217 : GIP) est l'unité monétaire de Gibraltar, territoire d'outre-mer du Royaume-Uni.

## Histoire de la livre de Gibraltar

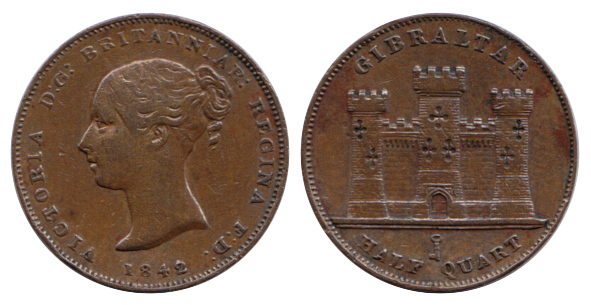
Pièce de cuivre 1/2 quarto, 1842, reine Victoria.

Au début, la devise britannique circulait complétée par le réal espagnol, entre 1842 et 1861. Depuis 1927, Gibraltar a ses propres billets de banque et, depuis 1988, ses propres pièces, bien que les pièces et les billets de banque britanniques continuent à circuler et soient largement acceptés (le taux de change entre la livre de Gibraltar et la livre sterling se faisant à parité). Les euros sont également acceptés par la plupart des magasins. Gibraltar a opté pour le système décimal lors du Decimal Day en 1971, en même temps que le Royaume-Uni.

## Les pièces de monnaie de Gibraltar
Jusqu'en 1987, les pièces de monnaie utilisées étaient les pièces britanniques. Par la suite des pièces de 2 et 5 livres aux armes de Gibraltar sont frappées en virenium.

## Les billets de banque
| Série de 2010-2011 | Série de 2010-2011 | Série de 2010-2011 | Série de 2010-2011 | Série de 2010-2011 | Série de 2010-2011                     | Série de 2010-2011 |
| Image              | Image              | Valeur             | Dimensions         | Couleur            | Description                            | Description |
| Avers              | Revers             | Valeur             | Dimensions         | Couleur            | Avers                                  | Revers |
| ------------------ | ------------------ | ------------------ | ------------------ | ------------------ | -------------------------------------- | --- |
|                    |                    | 5 £                | 133 × 70 mm        | Green              | Élisabeth II et Armoiries de Gibraltar | Quartier supérieur et tour de l'Hommage du château maure. |
|                    |                    | 10 £               | 141 × 75 mm        | Blue               | Élisabeth II et Armoiries de Gibraltar | L'œuvre de l'artiste John Trumbull The Sortie Made by the Garrison of Gibraltar qui dépeint les troupes espagnoles et anglaises s'affrontant durant le Grand siège de Gibraltar (1779–1783). |
|                    |                    | 20 £               | 150 × 80 mm        | Orange             | Élisabeth II et Armoiries de Gibraltar | L'HMS Victory retournant à Gibraltar remorqué par l"HMS Neptune, après la bataille de Trafalgar.                                                                                             |
|                    |                    | 50 £               | 157 × 85 mm        | Red                | Élisabeth II et Armoiries de Gibraltar | Grand Casemates Square. |
|                    |                    | 100 £              | 164 × 90 mm        | Purple             | Élisabeth II et Armoiries de Gibraltar | King's Bastion, des fortifications de Gibraltar. |